# Orzechy (województwo zachodniopomorskie)
Orzechy – wieś w Polsce, położona w województwie zachodniopomorskim, w powiecie stargardzkim, w gminie Ińsko.
W latach 1975–1998 wieś administracyjnie należała do województwa szczecińskiego.